# Józef Beker
Józef Beker (* 28. März 1937 in Stare Miasto) ist ein ehemaliger polnischer Radrennfahrer. Er bestritt für die polnische Nationalmannschaft zahlreiche internationale Amateurrennen. Zu seinen größten Erfolgen zählte der Gesamtsieg der Polen-Rundfahrt 1965. 1961 gewann er die polnische Bergmeisterschaft sowie die Meisterschaft im Mannschaftszeitfahren. Bei den UCI-Straßen-Weltmeisterschaften 1966 auf dem Nürburgring belegte er im Straßenrennen der Amateure den 63. Platz. Er startete für die Vereine Odra Brzeg (1960), LZS Mokrzeszów (1961–1963), LZS Dolny Śląsk (1964–1966).

## Erfolge
| Jahr | Erfolg | Rennen                                                    |
| ---- | ------ | --------------------------------------------------------- |
| 1961 | Sieger | 6. Etappe Polen-Rundfahrt und Polnische Bergmeisterschaft |
| 1962 | Sieger | Gesamtwertung Polen-Ukraine                               |
| 1963 | 3.     | Gesamtwertung Polen-Rundfahrt                             |
| 1963 | Sieger | 10. Etappe Friedensfahrt                                  |
| 1965 | 2.     | Gesamtwertung Österreich-Rundfahrt                        |
| 1965 | Sieger | Gesamtwertung Polen-Rundfahrt                             |
| 1966 | Sieger | 6. Etappe Polen-Rundfahrt                                 |
| 1966 | Sieger | 12. Etappe Milk Race                                      |

## Berufliches
Sein erlernter Beruf ist Dreher.